# Fredede bygninger i Struer Kommune
Denne liste over fredede bygninger i Struer Kommune viser alle fredede bygninger i Struer Kommune, bortset fra kirker. Listen bygger på data fra Kulturarvsstyrelsen.
| Sagsnavn        | Komplekstype | Opførelsesår | Adresse                      | Koordinater                                 | Fredningsår (1. fredning) | ID (Link til Kulturarv.dk) | Billede     |
| --------------- | ------------ | ------------ | ---------------------------- | ------------------------------------------- | ------------------------- | -------------------------- | ----------- |
| Avsumgård       | Hovedbygning | 1476         | Holstebrovej 101, 7560 Hjerm | 56°25′45″N 8°36′00″Ø / 56.42911°N 8.59993°Ø |                           | 671-4833-1                 | Upload foto |
| Grisetåodde Fyr | Fyrtårn      | 1909         | Gl Færgevej 0, 7600 Struer   | 56°34′50″N 8°33′59″Ø / 56.58061°N 8.56648°Ø |                           | 671--1--1                  | Upload foto |
| Hindsel         | Hovedbygning | 1760         | Hindselsvej 24, 7790 Thyholm | 56°40′27″N 8°34′45″Ø / 56.67417°N 8.57909°Ø |                           | 671-99758-1                | Upload foto |
| Quistrup        | Hovedbygning | 1637         | Hjermvej 59, 7600 Struer     | 56°27′50″N 8°36′48″Ø / 56.46390°N 8.61334°Ø |                           | 671-37081-1                | Upload foto |